# Cascade-Chipita Park
Cascade-Chipita Park es un lugar designado por el censo ubicado en el condado de El Paso en el estado estadounidense de Colorado. En el año 2000 tenía una población de 1709 habitantes y una densidad poblacional de 49 personas por km².

## Geografía
Cascade-Chipita Park se encuentra ubicada en las coordenadas 38°55′15″N 104°59′29″O / 38.92083, -104.99139.

## Demografía
Según la Oficina del Censo en 2000 los ingresos medios por hogar en la localidad eran de $48,719, y los ingresos medios por familia eran $58,393. Los hombres tenían unos ingresos medios de $35,034 frente a los $30,647 para las mujeres. La renta per cápita para la localidad era de $25,073. Alrededor del 3,8% de la población estaba por debajo del umbral de pobreza.